# Saint-Jean-en-Val
Saint-Jean-en-Val è un comune francese di 347 abitanti situato nel dipartimento del Puy-de-Dôme nella regione dell'Alvernia-Rodano-Alpi.

## Società

### Evoluzione demografica
Abitanti censiti